# 塞外有家
《塞外有家》是一部中华人民共和国山西省大同市的本土电影。影片自2009年春季开拍，2010年5月杀青 ，2010年9月23日在大同市工人文化宫首映 。影片的背景设定在1950年至2009年的大同，讲述朱衣阁的一户人家的厦门籍儿媳，三回婆家的心路变化。《塞外有家》融入了大同的地方元素，对白多为大同话，影片还展示了大同的旅游景点（如云冈石窟、鼓楼等）、特色饮食（如大同刀削面等）。编剧、导演为大同籍剧作者胡传阁，创作剧本花了三天半的时间。大同籍演员张晓红饰演婆婆，江苏演员李艳饰演儿媳婉萍。 2012年春节期间，影片曾在CCTV-6播出。